# Liste der Stolpersteine in Hamburg-Rothenburgsort
Die Liste der Stolpersteine in Hamburg-Rothenburgsort enthält alle Stolpersteine, die im Rahmen des gleichnamigen Kunst-Projekts von Gunter Demnig in Hamburg-Rothenburgsort verlegt wurden. Mit ihnen soll Opfern des Nationalsozialismus gedacht werden, die in Hamburg-Rothenburgsort lebten und wirkten.
Diese Seite ist Teil der Liste der Stolpersteine in Hamburg, da diese mit insgesamt 7139 (Stand: März 2025) Steinen zu groß würde und deshalb je Stadtteil, in dem Steine verlegt wurden, eine eigene Seite angelegt wurde.
| Adresse                                                           | Person(en)                             | Inschrift | Bilder | Anmerkung |
| ----------------------------------------------------------------- | -------------------------------------- | --- | ------ | --- |
| Ausschläger Allee 5 ·                                             | Klaus Holst                            | Hier wohnte Klaus Holst Jg. 1939 eingewiesen 1943 Alsterdorfer Anstalten ‘verlegt’ 1943 Heilanstalt Kalmenhof tot 7.9.1943                                                             |        | Eintrag auf stolpersteine-hamburg.de |
| Ausschläger Allee 16 ·                                            | Rudolf Meyer                           | Hier wohnte Rudolf Meyer Jg. 1939 eingewiesen 1942 Alsterdorfer Anstalten ‘verlegt’ 1943 Heilanstalt Kalmenhof tot 9.9.1943                                                            |        | Eintrag auf stolpersteine-hamburg.de |
| Ausschläger Billdeich Ecke Billstraße                             | Emil Demrath                           | Hier wohnte Emil Demrath Jg. 1916 eingewiesen 7.8.1943 ’Heilanstalt’ Eichberg ermordet 2.12.1943 ’Heilanstalt’ Hadamar                                                                 |        | Eintrag auf stolpersteine-hamburg.de |
| Ausschläger Billdeich Ecke Großmannstraße ·                       | Wilhelm Boller                         | Hier wohnte Wilhelm Boller Jg. 1904 verhaftet ‘Vorbereitung zum Hochverrat’ Zuchthaus Brandenburg hingerichtet 19.10.1943                                                              |        | Eintrag auf stolpersteine-hamburg.de |
| Ausschläger Billdeich Ecke Großmannstraße ·                       | Alfons Ganser                          | Hier wohnte Alfons Ganser Jg. 1914 deportiert 1941 Minsk ermordet |        | Eintrag auf stolpersteine-hamburg.de |
| Ausschläger Billdeich Ecke Großmannstraße ·                       | Otto Groth                             | Hier wohnte Otto Groth Jg. 1920 verhaftet 10.12.1941 ‘Fahnenflucht’ verurteilt 1.8.1942 hingerichtet 26.8.1942 Marineschießplatz Kiel-Holtenau                                         |        | Eintrag auf stolpersteine-hamburg.de |
| Ausschläger Billdeich Ecke Großmannstraße ·                       | Else Ganser geb. Bär                   | Hier wohnte Else Ganser geb. Bär Jg. 1914 deportiert 1941 Minsk ermordet |        | Eintrag auf stolpersteine-hamburg.de |
| Billhorner Deich 2 ·                                              | Italo Carlini                          | Italo Carlini geb. 1921 Italien Zwangsarbeit Hamburger Wasserwerke ermordet 20.3.1945                                                                                                  |        | Eintrag auf stolpersteine-hamburg.de |
| Billhorner Deich 25 ·                                             | Friedrich Kempk                        | Hier wohnte Friedrich Kempk Jg. 1890 verhaftet 1933 Zuchthaus Fuhlsbüttel verhaftet 1937 KZ Fuhlsbüttel 1939 Sachsenhausen ermordet 21.2.1940                                          |        | Eintrag auf stolpersteine-hamburg.de |
| Billhorner Deich 76 ·                                             | Filippo Faustinelli                    | Hier wohnte Filippo Faustinelli Jg. 1904 verhaftet KZ Schandelah ermordet 3.12.1944 |        | Eintrag auf stolpersteine-hamburg.de |
| Billhorner Deich 89 ·                                             | Felicia Laser                          | Hier wohnte Felicia Laser Jg. 1918 deportiert 1941 Riga ermordet |        | Eintrag auf stolpersteine-hamburg.de |
| Billhorner Deich 89 ·                                             | Johanna Laser geb. Rosenberg           | Hier wohnte Johanna Laser geb. Rosenberg Jg. 1881 deportiert 1942 Theresienstadt ermordet 23.7.1944                                                                                    |        | Eintrag auf stolpersteine-hamburg.de |
| Billhorner Deich 89 ·                                             | Mannheim Max Laser                     | Hier wohnte Mannheim ‘Max’ Laser Jg. 1874 deportiert 1942 Theresienstadt ermordet 8.8.1942                                                                                             |        | Eintrag auf stolpersteine-hamburg.de |
| Billhorner Deich 89 ·                                             | Martin Laser                           | Hier wohnte Martin Laser Jg. 1908 Zuchthaus Bremen-Oslebshausen deportiert Auschwitz ermordet                                                                                          |        | Eintrag auf stolpersteine-hamburg.de |
| Billhorner Kanalstraße 18 ·                                       | Friederike Oppenheim geb. Hirsch       | Hier wohnte Friederike Oppenheim geb. Hirsch Jg. 1863 deportiert 1942 Theresienstadt Treblinka ermordet                                                                                |        | Eintrag auf stolpersteine-hamburg.de |
| Billhorner Kanalstraße 18 ·                                       | Helene Oppenheim geb. Hirsch           | Hier wohnte Helene Oppenheim geb. Hirsch Jg. 1876 deportiert 1941 Minsk ermordet |        | Eintrag auf stolpersteine-hamburg.de |
| Billhorner Mühlenweg 1 ·                                          | Wilhelm Adler                          | Hier wohnte Wilhelm Adler Jg. 1881 deportiert 1942 Theresienstadt ermordet 6.12.1942                                                                                                   |        | Eintrag auf stolpersteine-hamburg.de |
| Billhorner Mühlenweg 1 ·                                          | Otto Mende                             | Hier wohnte Otto Mende Jg. 1907 verhaftet 1934 ‘Hochverrat’ KZ Fuhlsbüttel hingerichtet 26.6.1944 UG Hamburg                                                                           |        | Eintrag auf stolpersteine-hamburg.de Ein weiterer Stolperstein befindet sich in Hamburg-Neustadt.                                          |
| Billhorner Mühlenweg 1 ·                                          | Bertha Wartelski geb. Zimak            | Hier wohnte Bertha Wartelski geb. Zimak Jg. 1882 deportiert 1941 Riga ermordet |        | Eintrag auf stolpersteine-hamburg.de |
| Billhorner Mühlenweg 1 ·                                          | Louis Wartelski                        | Hier wohnte Louis Wartelski Jg. 1879 gedemütigt/entrechtet Flucht in den Tod 28.9.1938 Flensburg                                                                                       |        | Eintrag auf stolpersteine-hamburg.de |
| Billhorner Mühlenweg 1 ·                                          | Robert Wedeking                        | Hier wohnte Robert Wedeking Jg. 1897 eingewiesen 10.8.1943 ‘Heilanstalt’ Mainkofen ermordet 27.8.1944                                                                                  |        | Eintrag auf stolpersteine-hamburg.de |
| Billhorner Mühlenweg 19 ·                                         | Richard Bähre                          | Hier wohnte Richard Bähre Jg. 1906 verhaftet 1934 Gefängnis Fuhlsbüttel 1936 Zuchthaus Bremen-Oslebshausen Zuchthaus Waldheim ermordet 1.1.1945 Zuchthaus Brandenburg                  |        | Eintrag auf stolpersteine-hamburg.de |
| Billhorner Mühlenweg 19 ·                                         | Hertha Lüdeking                        | Hier wohnte Hertha Lüdeking Jg. 1904 eingewiesen 16.8.1943 ‘Heilanstalt’ Am Steinhof/Wien ermordet 26.6.1944                                                                           |        | Eintrag auf stolpersteine-hamburg.de |
| Billhorner Mühlenweg 19c ·                                        | Erich Meyer                            | Hier wohnte Erich Meyer Jg. 1920 'Wehrkraftzersetzung' Militärstraflager Leipzig-Schönau Todesurteil 29.4.1942 hingerichtet 3.9.1942 Dresden-Albertstadt                               |        | Eintrag auf stolpersteine-hamburg.de |
| Billhorner Röhrendamm Ecke Lindleystraße ·                        | Friedel Franke                         | Hier wohnte Friedel Franke Jg. 1934 eingewiesen 14.8.1943 ‘Heilanstalt’ Am Steinhof/Wien ermordet 16.12.1943                                                                           |        | Eintrag auf stolpersteine-hamburg.de |
| Billhorner Röhrendamm Ecke Lindleystraße ·                        | Amandus Hartung                        | Hier wohnte Amandus Hartung Jg. 1901 verhaftet 1933 ‘Hochverrat’ KZ Fuhlsbüttel ermordet 17.9.1933                                                                                     |        | Eintrag auf stolpersteine-hamburg.de |
| Billhorner Röhrendamm Ecke Lindleystraße ·                        | Gustav Lampe                           | Hier wohnte Gustav Lampe Jg. 1893 verhaftet 1934 'Beihilfe zum Mord' an SA-Mann KZ Fuhlsbüttel 1936 Sachsenhausen ermordet 10.11.1936                                                  |        | Eintrag auf stolpersteine-hamburg.de |
| Billhorner Röhrendamm Ecke Lindleystraße ·                        | Franz Reetz                            | Hier wohnte Franz Reetz Jg. 1883 verhaftet 1935 ‘Hochverrat’ KZ Fuhlsbüttel 1936 Sachsenhausen 1943 KZ Fuhlsbüttel ermordet 23.4.1945 Neuengamme                                       |        | Eintrag auf stolpersteine-hamburg.de |
| Billhorner Röhrendamm Ecke Lindleystraße ·                        | Anni Schwarz geb. Linden               | Hier wohnte Anni Schwarz geb. Linden Jg. 1913 abgeschoben 1938 Zbaszyn/Polen ermordet                                                                                                  |        | Eintrag auf stolpersteine-hamburg.de |
| Billhorner Röhrendamm Ecke Lindleystraße ·                        | Chaim Max Schwarz                      | Hier wohnte Chaim Max Schwarz Jg. 1900 abgeschoben 1938 Zbaszyn/Polen ermordet |        | Eintrag auf stolpersteine-hamburg.de |
| Billhorner Röhrendamm 117 ·                                       | Kaatje Benninga                        | Hier wohnte Dr. Kaatje Benninga Jg. 1898 Flucht Holland interniert Westerbork deportiert 1943 Sobibor ermordet 5.3.1943                                                                |        | Eintrag auf stolpersteine-hamburg.de Ein weiterer Stolperstein befindet sich in Hamburg-Harvestehude.                                      |
| Billhorner Röhrendamm 120 ·                                       | Walter Dobbeck                         | Hier wohnte Walter Dobbeck Jg. 1920 gedemütigt/entrechtet Flucht in den Tod 1.12.1937                                                                                                  |        | Eintrag auf stolpersteine-hamburg.de |
| Billhorner Röhrendamm 147 ·                                       | Joseph Kronpass                        | Hier wohnte Joseph Kronpass Jg. 1903 Internationale Brigaden Flucht Frankreich interniert erschossen 1940                                                                              |        | Eintrag auf stolpersteine-hamburg.de |
| Billstraße 40 ·                                                   | Ignatz Hahn                            | Hier wohnte Ignatz Hahn Jg. 1876 deportiert 1941 Minsk ermordet |        | Eintrag auf stolpersteine-hamburg.de |
| Billwerder Neuer Deich 1 (früher: Billhorner Brückenstraße 117) · | Julius Renner                          | Hier wohnte Julius Renner Jg. 1870 deportiert 1942 Theresienstadt ermordet 7.10.1943                                                                                                   |        | Eintrag auf stolpersteine-hamburg.de |
| Bullenhuser Damm 92 ·                                             | Therese Wilda                          | Hier lehrte Therese Wilda Jg. 1890 deportiert 1942 Theresienstadt ermordet 27.1.1943                                                                                                   |        | Eintrag auf stolpersteine-hamburg.de Weitere Stolpersteine befinden sich in Hamburg-Eppendorf und Hamburg-Hamm. Dort mit Geburtsjahr 1870. |
| Freihafenstraße 21 ·                                              | Josef Rudolf Schup                     | Hier wohnte Josef Rudolf Schup Jg. 1893 verhaftet 1936 Zuchthaus Bremen 1940 Sachsenhausen ermordet 11.10.1944                                                                         |        | Eintrag auf stolpersteine-hamburg.de |
| Marckmannstraße 68 ·                                              | Ferdinande Goldschmidt geb. Bernheim   | Hier wohnte Ferdinande Goldschmidt geb. Bernheim Jg. 1884 deportiert 1942 Auschwitz ermordet                                                                                           |        | Eintrag auf stolpersteine-hamburg.de |
| Marckmannstraße 68 ·                                              | Julius Goldschmidt                     | Hier wohnte Julius Goldschmidt Jg. 1881 verhaftet 1938 Sachsenhausen deportiert 1942 Auschwitz ermordet                                                                                |        | Eintrag auf stolpersteine-hamburg.de |
| Marckmannstraße 88a ·                                             | Alfred Stoppelman                      | Hier wohnte Alfred Stoppelman Jg. 1911 Flucht 1938 Holland interniert Westerbork deportiert 1942 Auschwitz ermordet                                                                    |        | Eintrag auf stolpersteine-hamburg.de |
| Marckmannstraße 88a ·                                             | Else Clara Stoppelman geb. Goldschmidt | Hier wohnte Else Clara Stoppelman geb. Goldschmidt Jg. 1910 Flucht 1938 Holland interniert Westerbork deportiert 1942 Auschwitz ermordet                                               |        | Eintrag auf stolpersteine-hamburg.de |
| Marckmannstraße 88a ·                                             | Gerhard Stoppelman                     | Hier wohnte Gerhard Stoppelman Jg. 1938 Flucht 1938 Holland interniert Westerbork deportiert 1942 Auschwitz ermordet                                                                   |        | Eintrag auf stolpersteine-hamburg.de |
| Marckmannstraße 100 ·                                             | Rudolf Bartelt                         | Hier wohnte Rudolf Bartelt Jg. 1911 verhaftet 1936 KZ Fuhlsbüttel Strafbataillon 999 tot 28.8.1944                                                                                     |        | Eintrag auf stolpersteine-hamburg.de |
| Marckmannstraße 135 ·                                             | Andreas Ahlemann                       | Andreas Ahlemann geb. 22.1.1941 ermordet 17.12.1941 |        | Eintrag auf stolpersteine-hamburg.de |
| Marckmannstraße 135 ·                                             | Rita Ahrens                            | Rita Ahrens geb. 8.12.1937 ermordet 21.7.1943 |        | Eintrag auf stolpersteine-hamburg.de |
| Marckmannstraße 135 ·                                             | Ursula Bade                            | Ursula Bade geb. 1.12.1941 ermordet 28.8.1944 |        | Eintrag auf stolpersteine-hamburg.de |
| Marckmannstraße 135 ·                                             | Hermann Beekhuis                       | Hermann Beekhuis geb. 18.3.1941 ermordet 4.9.1941 |        | Eintrag auf stolpersteine-hamburg.de |
| Marckmannstraße 135 ·                                             | Ute Conrad                             | Ute Conrad geb.? ermordet Frühjahr 1942 |        | Eintrag auf stolpersteine-hamburg.de |
| Marckmannstraße 135 ·                                             | Helga Deede                            | Helga Deede geb. 4.6.1940 ermordet 30.10.1944 |        | Eintrag auf stolpersteine-hamburg.de |
| Marckmannstraße 135 ·                                             | Jürgen Dobbert                         | Jürgen Dobbert geb.? ermordet 6.3.1943 |        | Eintrag auf stolpersteine-hamburg.de |
| Marckmannstraße 135 ·                                             | Anneliese Drost                        | Anneliese Drost geb. 23.3.1941 ermordet 14.12.1941 |        | Eintrag auf stolpersteine-hamburg.de |
| Marckmannstraße 135 ·                                             | Rolf Förster                           | Rolf Förster geb. 15.9.1940 ermordet 17.5.1942 |        | Eintrag auf stolpersteine-hamburg.de |
| Marckmannstraße 135 ·                                             | Volker Grimm                           | Volker Grimm geb. 28.10.1936 ermordet 27.6.1941 |        | Eintrag auf stolpersteine-hamburg.de |
| Marckmannstraße 135 ·                                             | Hier ermordet                          | Hier ermordet Für die Kinder deren Namen nicht bekannt sind |        | |
| Marckmannstraße 135 ·                                             | Antje Hinrichs                         | Antje Hinrichs geb. 16.1.1940 ermordet 27.10.1944 |        | Eintrag auf stolpersteine-hamburg.de Ein weiterer Stolperstein befindet sich in Meldorf.                                                   |
| Marckmannstraße 135 ·                                             | Lisa Huesmann                          | Lisa Huesmann geb.? ermordet 19.6.1943 |        | Eintrag auf stolpersteine-hamburg.de |
| Marckmannstraße 135 ·                                             | Gundula Johns                          | Gundula Johns geb. 2.8.1942 ermordet 18.11.1942 |        | Eintrag auf stolpersteine-hamburg.de |
| Marckmannstraße 135 ·                                             | Peter Löding                           | Peter Löding geb. 16.3.1944 ermordet 15.7.1944 |        | Eintrag auf stolpersteine-hamburg.de |
| Marckmannstraße 135 ·                                             | Angela Lucassen                        | Angela Lucassen geb. 12.4.1943 ermordet 17.10.1944 |        | Eintrag auf stolpersteine-hamburg.de |
| Marckmannstraße 135 ·                                             | Elfriede Maaker                        | Elfriede Maaker geb. 19.7.1936 ermordet 30.6.1941 |        | Eintrag auf stolpersteine-hamburg.de |
| Marckmannstraße 135 ·                                             | Werner Mohr                            | Werner Mohr geb.? ermordet 28.10.1942 |        | Eintrag auf stolpersteine-hamburg.de |
| Marckmannstraße 135 ·                                             | Renate Müller                          | Renate Müller geb.? ermordet 14.2.1942 |        | Eintrag auf stolpersteine-hamburg.de |
| Marckmannstraße 135 ·                                             | Harald Noll                            | Harald Noll geb.? ermordet 21.3.1942 |        | Eintrag auf stolpersteine-hamburg.de |
| Marckmannstraße 135 ·                                             | Agnes Petersen                         | Agnes Petersen geb. 4.11.1939 ermordet 10.11.1944 |        | Eintrag auf stolpersteine-hamburg.de |
| Marckmannstraße 135 ·                                             | Renate Pöhls                           | Renate Pöhls geb. 27.3.1944 ermordet 31.10.1944 |        | Eintrag auf stolpersteine-hamburg.de |
| Marckmannstraße 135 ·                                             | Gebhard Pribbernow                     | Gebhard Pribbernow geb. 21.1.1940 ermordet 4.7.1944 |        | Eintrag auf stolpersteine-hamburg.de wurde im April 2022 ausgetauscht (vorheriger Stein)                                                   |
| Marckmannstraße 135 ·                                             | Elke Pünner                            | Elke Pünner geb. 6.8.1935 ermordet 5.2.1943 |        | Eintrag auf stolpersteine-hamburg.de |
| Marckmannstraße 135 ·                                             | Hannelore Scholz                       | Hannelore Scholz geb. 18.5.1943 ermordet 5.4.1945 |        | Eintrag auf stolpersteine-hamburg.de |
| Marckmannstraße 135 ·                                             | Doris Schreiber                        | Doris Schreiber geb. 6.10.1940 ermordet 20.8.1944 |        | Eintrag auf stolpersteine-hamburg.de |
| Marckmannstraße 135 ·                                             | Ilse Angelika Schultz                  | Ilse Angelika Schultz geb. 27.9.1940 ermordet 23.9.1944 |        | Eintrag auf stolpersteine-hamburg.de |
| Marckmannstraße 135 ·                                             | Magdalene Schütte                      | Magdalene Schütte geb. 5.10.1939 ermordet 8.1.1943 |        | Eintrag auf stolpersteine-hamburg.de |
| Marckmannstraße 135 ·                                             | Dagmar Schulz                          | Dagmar Schulz geb.? ermordet 21.7.1943 |        | Eintrag auf stolpersteine-hamburg.de |
| Marckmannstraße 135 ·                                             | Gretel Schwieger                       | Gretel Schwieger geb.? ermordet 24.6.1943 |        | Eintrag auf stolpersteine-hamburg.de |
| Marckmannstraße 135 ·                                             | Siegfried Findelkind                   | Siegfried Findelkind geb. 1943 ermordet 9.10.1944 |        | Eintrag auf stolpersteine-hamburg.de |
| Marckmannstraße 135 ·                                             | Carl Stamm                             | Hier arbeitete Dr. Carl Stamm Jg. 1867 gedemütigt/entrechtet Flucht in den Tod 28.10.1941                                                                                              |        | Eintrag auf stolpersteine-hamburg.de Ein weiterer Stolperstein befindet sich in Hamburg-Eppendorf.                                         |
| Marckmannstraße 135 ·                                             | Brunhilde Stobbe                       | Brunhilde Stobbe geb. 5.4.1944 ermordet 1.11.1944 |        | Eintrag auf stolpersteine-hamburg.de |
| Marckmannstraße 135 ·                                             | Hans Tammling                          | Hans Tammling geb. 5.6.1939 ermordet 30.7.1942 |        | Eintrag auf stolpersteine-hamburg.de |
| Marckmannstraße 135 ·                                             | Peter Timm                             | Peter Timm geb.? ermordet 6.4.1943 |        | Eintrag auf stolpersteine-hamburg.de |
| Marckmannstraße 135 ·                                             | Heinz Weidenhausen                     | Heinz Weidenhausen geb.? ermordet 22.10.1942 |        | Eintrag auf stolpersteine-hamburg.de |
| Marckmannstraße 135 ·                                             | Renate Wilken                          | Renate Wilken geb.? ermordet 19.1.1942 |        | Eintrag auf stolpersteine-hamburg.de |
| Marckmannstraße 135 ·                                             | Horst Willhöft                         | Horst Willhöft geb.? ermordet 21.1.1943 |        | Eintrag auf stolpersteine-hamburg.de |
| Marckmannstraße 158 ·                                             | Eduard Olejniczak                      | Hier wohnte Eduard Olejniczak Jg. 1911 verhaftet 21.11.1942 KZ Fuhlsbüttel 1943 Polizeigefängnis Berlin-Alexanderplatz 1943 Zuchthaus Moabit hingerichtet 1.11.1943 Brandenburg-Görden |        | Eintrag auf stolpersteine-hamburg.de |
| Marckmannstraße 160 ·                                             | Oskar Ide                              | Hier wohnte Oskar Ide Jg. 1921 verhaftet 'Wehrkraftzersetzung' erschossen 17.4.1945 Bergen/Norwegen                                                                                    |        | Eintrag auf stolpersteine-hamburg.de |
| Stresowstraße 6 ·                                                 | Lola Ulawski                           | Hier wohnte Lola Ulawski Jg. 1934 eingewiesen 7.7.1943 ‘Heilanstalt’ Eichberg ermordet 7.9.1943                                                                                        |        | Eintrag auf stolpersteine-hamburg.de |
| Stresowstraße 14 ·                                                | Franz Rudschinat                       | Hier wohnte Franz Rudschinat Jg. 1894 mehrmals verhaftet ‘Hochverrat’ KZ Fuhlsbüttel 1939 Emslandlager 1941 Sachsenhausen ermordet 3.9.1942                                            |        | Eintrag auf stolpersteine-hamburg.de |
| Stresowstraße 33 ·                                                | Franz Stobrawa                         | Hier wohnte Franz Stobrawa Jg. 1908 verhaftet 1942 'Feindsender' gehört KZ Neuengamme ermordet 12.2.1943                                                                               |        | Eintrag auf stolpersteine-hamburg.de |
| Stresowstraße 33 ·                                                | Friedrich Thomas                       | Hier wohnte Friedrich Thomas Jg. 1919 mehrmals verhaftet zuletzt 1944 UG Hamburg hingerichtet 28.8.1944                                                                                |        | Eintrag auf stolpersteine-hamburg.de |
| Stresowstraße 40 ·                                                | Ella Westphal                          | Hier wohnte Ella Westphal Jg. 1890 eingewiesen 1931 Alsterdorfer Anstalten ‚verlegt‘ 28.7.1941 Heilanstalt Langenhorn 27.11.1941 Tiegenhof ermordet 4.7.1942                           |        | Eintrag auf stolpersteine-hamburg.de |
| Stresowstraße 62 ·                                                | Gustav Meier                           | Hier wohnte Gustav Meier Jg. 1888 verhaftet 1942 KZ Fuhlsbüttel 1942 Mauthausen ermordet 9.1.1943                                                                                      |        | Eintrag auf stolpersteine-hamburg.de |
| Stresowstraße 62 ·                                                | August Postler                         | Hier wohnte August Postler Jg. 1907 verhaftet 1933 ‘Vorbereitung zum Hochverrat’ KZ Fuhlsbüttel tot 14.3.1934 im Lazarett Hamburg                                                      |        | Eintrag auf stolpersteine-hamburg.de Ein weiterer Stolperstein befindet sich in Hamburg-Altona-Altstadt.                                   |
| Stresowstraße 62 ·                                                | Friedrich Ruschinski                   | Hier wohnte Friedrich Ruschinski Jg. 1867 eingewiesen 1935 Alsterdorfer Anstalten ‚verlegt‘ 10.8.1943 ‚Heilanstalt‘ Mainkofen ermordet 4.5.1944                                        |        | Eintrag auf stolpersteine-hamburg.de |
| Stresowstraße 62 ·                                                | Martha Spreckels                       | Hier wohnte Martha Spreckels Jg. 1914 eingewiesen 1935 Alsterdorfer Anstalten ‚verlegt‘ 28.7.1941 Heilanstalt Langenhorn 27.11.1941 ‚Heilanstalt‘ Tiegenhof/Gniezno ermordet 28.5.1942 |        | Eintrag auf stolpersteine-hamburg.de Die Verlegung war vor Hausnr. 92 angekündigt, die es nicht mehr gibt.                                 |
| Stresowstraße 107 ·                                               | Bernhard Boysen                        | Hier wohnte Bernhard Boysen Jg. 1916 eingewiesen 1930 Alsterdorfer Anstalten ‘verlegt’ 10.8.1943 Heilanstalt Mainkofen ermordet 24.6.1944                                              |        | Eintrag auf stolpersteine-hamburg.de |
| Vierländer Damm 2 ·                                               | Johanna Gustloff                       | Hier wohnte Johanna Gustloff Jg. 1884 deportiert 14.8.1943 Am Steinhof Wien ermordet 11.4.1944                                                                                         |        | Eintrag auf stolpersteine-hamburg.de |
| Vierländer Damm 6 ·                                               | Elsbeth Fieseler geb. Riese            | Hier wohnte Elsbeth Fieseler geb. Riese Jg. 1872 deportiert 1942 Theresienstadt ermordet 24.2.1943                                                                                     |        | Eintrag auf stolpersteine-hamburg.de |
| Vierländer Damm 6 ·                                               | Eduardo Meldola                        | Hier wohnte Eduardo Meldola Jg. 1869 gedemütigt/entrechtet Flucht 1941 Brasilien |        | Eintrag auf stolpersteine-hamburg.de |
| Vierländer Damm 6 ·                                               | Lucie Wulff                            | Hier wohnte Lucie Wulff Jg. 1880 deportiert 1941 Riga-Jungfernhof ermordet |        | Eintrag auf stolpersteine-hamburg.de |
| Vierländer Damm 270 ·                                             | Marie Lena Bugzer                      | Hier wohnte Marie Lena Bugzer Jg. 1909 eingewiesen 1930 Alsterdorfer Anstalten ‘verlegt’ 16.8.1943 Am Steinhof/Wien ermordet 15.12.1943                                                |        | Eintrag auf stolpersteine-hamburg.de |